# Blanchefosse-et-Bay
Blanchefosse-et-Bay é uma comuna francesa na região administrativa de Grande Leste, no departamento Ardenas. Estende-se por uma área de 20,44 km². Em 2010 a comuna tinha 149 habitantes (densidade: 7,3 hab./km²).